# Jan Skupiński
Jan Wojciech Skupiński (ur. 16 kwietnia 1938 w Warszawie) – polski prawnik, profesor nauk prawnych, profesor zwyczajny i kierownik Zakładu Prawa Karnego Instytutu Nauk Prawnych PAN, profesor zwyczajny Wyższej Szkoły Finansów i Prawa w Bielsku-Białej.

## Życiorys
Od 1958 pracuje w Instytucie Nauk Prawnych PAN, gdzie doktoryzował się i habilitował oraz uzyskał tytuł naukowy profesora.
Był też m.in. redaktorem naczelnym kwartalnika PAN Studia Prawnicze, redaktorem naczelnym Polskiej Bibliografii Prawniczej, redaktorem działu prawa w Wielkiej Encyklopedii Powszechnej PWN, samodzielnym pracownikiem naukowym Instytutu Problematyki Przestępczości, profesorem prawa karnego w Europejskiej Wyższej Szkole Prawa i Administracji, Uczelni Łazarskiego i Wyższej Szkoły Zarządzania i Prawa im. Heleny Chodkowskiej, Prezesem Zarządu Głównego Towarzystwa Naukowego Prawa Karnego.
Na Uniwersytecie Columbia w Nowym Jorku uzyskał stopień magistra prawa (LLM). Prowadził wykłady na zaproszenie zagranicznych uczelni i instytutów badawczych, m.in. na uniwersytetach w Niemczech, Hiszpanii, Rosji, Finlandii, USA, Gruzji, w Instytucie Maxa Plancka we Fryburgu Bryzgowijskim.
Do 2011 prowadził własną kancelarię radcy prawnego, wcześniej kancelarię adwokacką.

## Zainteresowania naukowe
Specjalizuje się w zakresie prawa karnego materialnego i wykonawczego, prawa wykroczeń, prawa karnego gospodarczego.
Autor licznych artykułów, glos i recenzji opublikowanych w naukowych, krajowych i zagranicznych, pismach prawniczych oraz autor, współautor lub redaktor dziewięciu książek, w tym Model polskiego prawa o wykroczeniach (1973), Warunkowe skazanie w prawie polskim na tle porównawczym (1992), Standardy praw człowieka a polskie prawo karne (1995) i Alternatywy pozbawienia wolności w polskiej polityce karnej (2009).
Członek krajowych i zagranicznych towarzystw naukowych. Uczestnik licznych międzynarodowych kongresów i konferencji naukowych.

## Odznaczenia i nagrody
Odznaczony Złotym Krzyżem Zasługi oraz Krzyżami Kawalerskim i Oficerskim (2001) Orderu Odrodzenia Polski.
Za książkę Model polskiego prawa o wykroczeniach otrzymał nagrodę naukową Wydziału I Nauk Społecznych Polskiej Akademii Nauk.